# Brazil államok zászlóinak képtára
Ez a galéria Brazília 26 államának és egy szövetségi kerületének zászlóit mutatja be.

Acre
Alagoas
Amazonas
Bahia
Ceará
Espírito Santo
Goiás
Maranhão
Mato Grosso
Mato Grosso do Sul
Minas Gerais
Pará
Paraíba
Paraná
Pernambuco
Piauí
Rio de Janeiro
Rio Grande do Norte
Rio Grande do Sul
Rondônia
Roraima
Santa Catarina
São Paulo
Tocantins
Szövetségi Kerület